# Agnico-Eagle
Pour les articles homonymes, voir AEM.
Mines Agnico Eagle Limitée (Agnico Eagle Mines Limited en anglais) (TSX : AEM, NYSE : AEM, DAX : AE9) est une entreprise canadienne spécialisée dans l'extraction, la transformation et la production d'or. Secondairement, elle produit également d'autres métaux, notamment de l'argent, du zinc et du cuivre. Le nom Agnico vient de la juxtaposition des symboles de l'argent (Ag), du nickel (Ni) et du cobalt (Co).

## Activité
Elle opère principalement en Abitibi, dans le nord-ouest du Québec, où sa mine LaRonde (à Preissac), en production depuis 1988, avec des réserves d'or de 5,3 millions d'onces, représente le plus grand gisement aurifère au Canada. Elle y possède aussi les mines Goldex, en production depuis 2008, et Lapa, qui a été en opération de 2009 à 2018. La compagnie possède des installations ailleurs au Canada, ainsi qu'en Finlande (mine Kittilä), au Mexique (mine Pinos Altos acquise en 2006, démarrage commercial en 2009), au Nunavut (mine Meadowbank et Meliadine) et aux États-Unis.
La société Mines Agnico Eagle Limitée possède à part entière les filiales Agnico Eagle (USA) Limited, Agnico Eagle Mexico SA de CV et Agnico Eagle Sweden AB. Les actions de l'entreprise sont détenues à environ 40 pour cent par des personnes et 60 pour cent par des institutions. Mines Agnico Eagle Limitée a été fondée en 1972 par la fusion de Agnico Mines Limited (laquelle, jusqu'en 1957, avait porté le nom Cobalt Consolidated Mining Company), une entreprise productrice d'argent située à Cobalt, Ontario, et de Eagle Gold Mines Limited, une entreprise d'exploration aurifère.

## Histoire
En septembre 2021, Agnico-Eagle annonce l'acquisition de Kirkland Lake Gold, pour 10,6 milliards de dollars.

## Actionnaires
Liste des principaux actionnaires au 30 octobre 2019.
| Van Eck Associates                               | 5,59% |
| First Eagle Investment Management                | 4,83% |
| The Vanguard Group,                              | 2,81% |
| Fidelity (Canada) Asset Management               | 2,19% |
| Capital Research & Management (World Investors)  | 2,13% |
| Capital Research & Management (Global Investors) | 2,13% |
| CIBC Asset Management                            | 1,99% |
| Eastbourne Capital Management                    | 1,89% |
| BlackRock Asset Management Canada                | 1,71% |
| TD Asset Management                              | 1,56% |

## Partenariats et commandites
Agnico-Eagle participe au financement de nombreux projets. Parmi eux, il y a les Foreurs de Val-d'Or, le Festival Western de Malartic et la Forêt récréative de Val-d'Or.

## Sources
1. ↑  http://www.agnico-eagle.com Laronde Mine Aperçu
2. ↑  « Agnico-Eagle Mines: Pinos Altos Mine | Bus Ex », sur www.bus-ex.com (consulté le 23 mars 2023)
3. ↑  http://www.agnico-eagle.com Structure corporative
4. ↑  http://www.agnico-eagle.com Profil
5. ↑  http://www.agnico-eagle.com Historique
6. ↑  (en) « Canada's Agnico Eagle to buy Kirkland Lake Gold in $11 billion stock deal », sur Reuters, 28 septembre 2021
7. ↑  Zone Bourse, « Agnico Eagle : Actionnaires + bilans », sur www.zonebourse.com (consulté le 3 novembre 2019)
8. ↑  Thomas Deshaies, « Commandites des grandes entreprises : leviers de développement ou outils de contrôle de la population? », sur Radio-Canada, 12 juin 2019 (consulté le 30 juillet 2025)